# Бернар VI (граф Комменжа)
Бернар VI (фр. Bernard VI de Comminges; после 1224 — ок. 1295) — граф Комменжа, сеньор Мюре и Саматана в 1241—1294/1295 годах.
Сын Бернара V и его жены Сесили де Фуа. После вступления в наследство принёс клятву верности королю Людовику IX, и в 1244 году оммаж — графу Тулузы.
После присоединения Тулузского графства к королевскому домену в 1271 году — непосредственный вассал короны.

## Семья
Был женат (свадьба — 26 августа 1245) на некоей Терезе (возможно, из рода д’Астарак). Дети, о которых имеются исторические сведения:
- Бернар VII, граф Комменжа (1246—1312)
- Пьер Раймон (1248 — ?)
- Арно Роже (ок. 1250 −1298), епископ Тулузы (1297)
- Маскароза де Коменж (ок. 1250—1292), вторая жена графа Генриха II де Родез
- Сегина (1252—1312)
- Рубеа (1254 — ?).

В 1294 или 1295 году Бернар VI отрёкся от графского престола в пользу сына. Вскоре после этого он умер (не позднее августа 1295 года).